# معاداة الاستعمارية

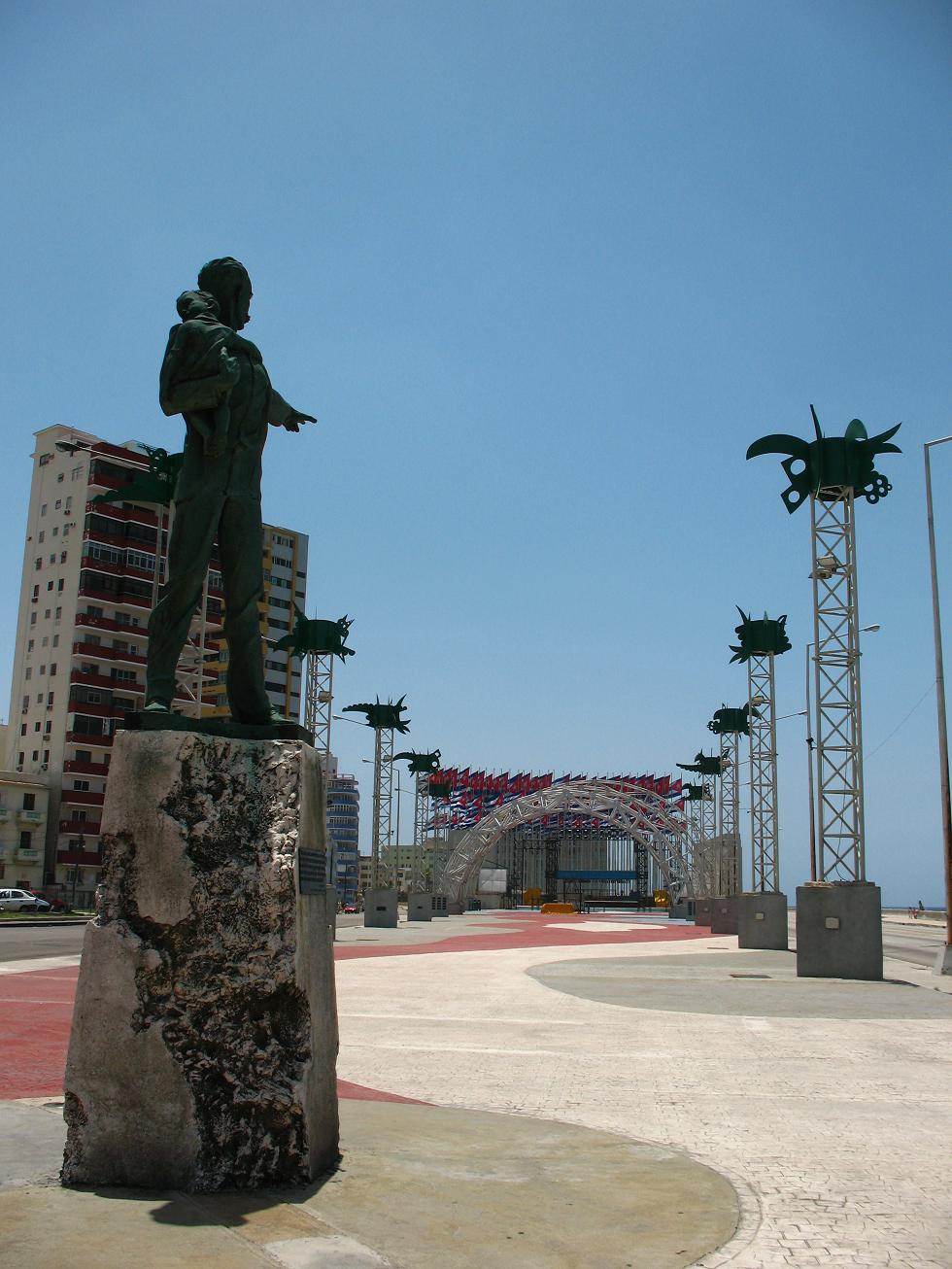
تمثال للوطني الكوبي خوسيه مارتيه (1853-1895) مع منبر مناهض للإمبريالية في هافانا

معاداة الاستعمارية أو ضد الاستعمارية أو مناهضة الاستعمارية أو التحرر من الاستعمارية مصطلح معروف في العلوم السياسية وفي العلاقات الدولية أُستخدم في نصوص مختلفة ومتمايزة خاصة من قادة الحركات الوطنية والقومية الراغبة في الانفصال عن نظام سياسي كبير - كـ الإمبراطوريات مثلاً - ويعرف أحياناً على أنه ذاك المصطلح الذي تميزت به الإطروحات اللينينية الماركسية في استخدامه كفكرة معارضة ومصادمة لفكرة الرأسمالية الشهيرة كما هو موجود في أحد أعمال فلاديمير لينين في كتابه؛ «الاستعمارية أعلى حدود الرأسمالية». يصنف الرجال الذين يستخدمون هذا مصطلح على أنهم ضد الاستعمار وضد الإمبراطوريات الاستعمارية والهيمنة والتوسع الإقليمي لدولة خارج حدودها الدستورية.
نال المصطلح تداولًا واسعًا بعد الحرب العالمية الثانية ومع بداية الحرب الباردة إذ رفعت الحركات السياسية في مستعمرات القوى الأوروبية شعار السيادة الوطنية. دعمت بعض الجماعات المناهضة للإمبريالية والتي عارضت الولايات المتحدة سلطة الاتحاد السوفييتي، مثل الغيفارية، في حين انتقدت الماوية هذه السلطة بوصفها إمبريالية اشتراكية.

## النظرية
في أواخر سبعينيات القرن التاسع عشر، أدخِل مصطلح «إمبيرياليزم Imperialism» إلى اللغة الإنجليزية من قبل خصوم السياسات الإمبريالية العدوانية الخاصة برئيس الوزراء البريطاني بينجامين دزرائيلي (1874-1880). وبعد مدة قصيرة استخدمه مناصرو «الإمبريالية» مثل جوزيف تشامبرلاين. بالنسبة للبعض، تدلّ الإمبريالية على سياسة من المثالية والأعمال الخيرية؛ في حين زعم آخرون أنها كانت تتّسم بالمنفعة السياسية؛ وربطها عدد متنامي بالجشع الرأسمالي. أضاف جون هوبسون وفلاديمير لينين دلالةً اقتصادية شاملة أكثر نظرية إلى المصطلح. اتّبع منظرو اليسار أحدَهما أو كليهما في التشديد على الطابع المنهجي أو البنيوي لـ«الإمبريالية». وسّع كتاب كهؤلاء الفترة الزمنية المرتبطة بالمصطلح إذ باتت الآن لا تطلق على سياسةٍ، ولا على امتداد قصير لعقود أواخر القرن التاسع عشر، وإنما على نظام عالمي يمتدّ طيلة قرون، تعود غالبًا إلى كريستوفر كولومبوس وفي بعض الحقائق إلى الحملات الصليبية. مع توسّع استخدام المصطلح، تبدّل معناه بين خمسة محاور مختلفة لكنها متوازية: الأخلاقي والاقتصادي والمنهجي والثقافي والزمني. تعكس هذه التغيرات –من بين تغيرات أخرى في الوعي- قلقًا متعاظمًا من حقيقة القوة، وعلى وجه التحديد القوة الأوروبية.
نوقشت العلاقة بين الرأسمالية والأرستقراطية والإمبريالية وحلِّلت من قبل منظرين ومؤرخين وعلماء سياسة مثل جون هوبسون ثورستين فيبلين وجوزيف شومبيتر ونورمان إنجيل. ألّف هؤلاء المثقفون جزءًا كبيرًا من أعمالهم عن الإمبريالية قبل الحرب العالمية الأولى (1914-1918)، إلا أن أعمالهم مجتمعةً أعطت شكلًا وجوهرًا لدراسة تأثير الإمبريالية على أوروبا وساهمت في الانعكاسات السياسية والأيديولوجية لبروز المجمع الصناعي العسكري في الولايات المتحدة منذ خمسينيات القرن العشرين فصاعدًا.

### هوبسون
أثّر جون هوبسون بشدّة على مناهضة الإمبريالية الخاصة بالماركسيين والليبراليين في جميع أنحاء العالم عبر كتابه الذي ألّفه عام 1902 عن الإمبريالية. دلّل هوبسون على أن «أصل الإمبريالية» ليس في الكبرياء القومي بل في الرأسمالية. بوصفها صيغة للتنظيم الاقتصادي، فإن الإمبريالية غير ضرورية وغير أخلاقية، وهي نتيجة لسوء توزيع الثروة في المجتمع الرأسمالي. خلق هذا رغبة ملحّة لتمديد الأسواق الوطنية إلى أراض أجنبية، بحثًا عن أرباحٍ أضخم من تلك المتاحة في البلد الأم. في الاقتصاد الرأسمالي، تلقّى الرأسماليون الأغنياء دخلًا أعلى بصورة غير متناسبة مما تلقت الطبقة العاملة. لو استثمر الملاك مداخيلهم في مصانعهم، لتجاوزت القدرة الإنتاجية المتعاظمة بصورة هائلة نمو الطلب على المنتجات والخدمات العائدة للمصانع المذكورة. تبنّى لينين أفكار هوبسون ليحاجج بأن الرأسمالية محكومةٌ بالفشل وأنها ستُستبدل في النهاية بالاشتراكية، وكلما كان الأمر أسرع، كان ذلك أفضل.
كان لهوبسون أيضًا تأثيرٌ في الحلقات الليبرالية، خصيصًا الحزب الليبرالي البريطاني. أشار المؤرخان بيتير دوينيان ولويس إتش غان إلى أن أثر هوبسون الهائل في أوائل القرن العشرين أثار عدم ثقة واسع الانتشار بالإمبريالية:
لم تكن أفكار هوبسون أصيلة بالكامل؛ إلا أن كرهه لرجال المال والاحتكارات واشمئزازه من التعاقدات السرية والتبجح العلني صهرت جميع الإدانات القائمة للإمبريالية في نظام واحد متماسك ... أثّرت أفكاره على القوميين الألمان خصوم الإمبراطورية البريطانية وعلى كارهي الإنجليز من الفرنسيين وعلى الماركسيين؛ ولوّنت أفكار الليبراليين الأمريكيين ونقاد الكولونيالية الانعزاليين. وستساهم مستقبلًا في انعدام الثقة الأمريكي بأوروبا الغربية وبالإمبراطورية البريطانية. ساعد هوبسون في جعل البريطانيين يكرهون ممارسات الحكم الكولونيالي؛ وزوّد القوميين الأصليين في آسيا وافريقيا بالذخيرة لمقاومة الحكم الأوروبي.
من الناحية الإيجابية، حاجج هوبسون أن الإصلاحات الاشتراكية المحلية ستعالج آفة الإمبريالية بإزالة أسسها الاقتصادية. نظّر هوبسن بأن تدخل الدولة عبر الضرائب سيعزز استهلاكًا أوسع وسيخلق ثروة وسيشجّع على نظامٍ عالمي سلمي ومتعدد الأطراف. بالمقابل، في حال عدم تدخّل الدولة، سيخلق أصحاب الدخول الثابتة (من يحصلون على مداخيلهم من الملكيات أو الضمانات) ثروةً سلبية اجتماعيًا تعزز الإمبريالية وسياسة الحماية.

## حركة سياسية
بصفتها حركة سياسية واعيةً لذاتها، نشأت مناهضة الإمبريالية في أوروبا في أواخر القرن التاسع عشر وأوائل القرن العشرين في معارضةٍ للإمبراطوريات الكولونيالية الأوروبية المتنامية وسيطرة الولايات المتحدة على الفيليبين بعد عام 1898. غير أنها وصلت لأعلى مستوى من الدعم الشعبي في المستعمرات نفسها، إذ شكّلت الأساس لعدد كبير من حركات التحرر الوطني خلال أواسط القرن العشرين وفي ما بعد. كان لهذه الحركات، ولأفكارها المناهضة للإمبريالية، دورٌ فعالٌ في عملية إنهاء الاستعمار في خمسينيات وستينيات القرن العشرين، التي شهدت نيل معظم المستعمرات الأوروبية في آسيا وأفريقيا استقلالها.

## في الولايات المتحدة
حدث استخدام مبكر لتعبير «مناهض للإمبريالية» بعد دخول الولايات المتحدة الحرب الإسبانية الأمريكية عام 1898. دعم معظم الناشطين الحرب نفسها، لكنهم عارضوا ضم مناطق جديدة، وخصيصًا الفيليبين. أسِّست رابطة مناهضة الإمبريالية في 15 يونيو 1898 في بوستن كمعارضة للسيطرة على الفيليبين، الأمر الذي حدث بجميع الأحوال. عارض مناهضو الإمبريالية التوسع لقناعتهم أن الإمبريالية انتهكت العقيدة الجمهورية، وعلى وجه الخصوص الحاجة لـ«موافقة المحكومين». شكّلت رابطة مناهضة الإمبريالية، التي ضمّت مواطنين شهيرين مثل أندرو كارنيجي وهنري جيمس وويليام جيمس ومارك توين، منبرًا صرّح:
نرى أن السياسة التي تُعرف بالإمبريالية عدوانية حيال الحرية وتجنح نحو النزعة العسكرية، شرٌ كان تحرُّرنا منه مجدًا لنا. نأسف أنه في أرض واشنطن ولينكولن أمسى ضرورةً التأكيد أن لكل الناس، من أي عرق ولون، الحق في الحياة والحرية والسعي وراء السعادة. ونتمسك بأن الحكومات تستمدّ سلطتها من موافقة المحكومين. ونصرّ على أن إخضاع أي شعبٍ هو «عدوان إجرامي» وخيانة علنية للمبادئ المميزة لحكومتنا ...
ندعوا بودٍّ إلى تعاون جميع الرجال والنساء الذين بقيوا مخلصين لإعلان الاستقلال ودستور الولايات المتحدة.
ذكر فريد هارينغتون أن «مناهضي الإمبريالية لم يعارضوا التوسع لأسباب تجارية أو دينية أو دستورية أو إنسانية بل لأنهم كانوا يعتقدون أن السياسة الإمبريالية تتعارض مع المبادئ السياسية لإعلان الاستقلال ومع خطبة الوداع لواشنطن وخطاب غيتيسبرغ الذي ألقاه لينكولن».
كان لعمل الكاتب البريطاني جون هوبسون أثرٌ هام على المثقفين الأمريكيين. خصيصًا كتاب «الإمبريالية: دراسة» الصادر عام 1902. حاجج المؤرخان بيتير دوينيان ولويس إتش غان بأن أثر هوبسون الهائل في أوائل القرن العشرين أثار انعدام ثقة واسع الانتشار بالإمبريالية:
كره هوبسون لرجال المال والاحتكارات واشمئزازه من التعاقدات السرية والتبجح العلني صهرت جميع الاتهامات القائمة للإمبريالية في نظام واحد متماسك ... أثّرت أفكاره على القوميين الألمان خصوم الإمبراطورية البريطانية وعلى كارهي الإنجليز من الفرنسيين وعلى الماركسيين؛ ولوّنت أفكار الليبراليين الأمريكيين ونقاد الكولونيالية الانعزاليين. وستساهم مستقبلًا في انعدام الثقة الأمريكي بأوروبا الغربية وبالإمبراطورية البريطانية. ساعد هوبسون في جعل البريطانيين يكرهون ممارسات الحكم الكولونيالي؛ وزوّد القوميين الأصليين في آسيا وافريقيا بالذخيرة لمقاومة الحكم الأوروبي.
ترافق رفض الأمريكيين لعصبة الأمم عام 1919 برد فعلٍ أمريكي حاد ضد الإمبريالية الأوروبية. استنكرت المناهج الأمريكية الإمبريالية بوصفها سببًا رئيسًا للحرب العالمية. وجرى التشديد على الجوانب الأكثر قبحًا للحكم الاستعماري البريطاني، الأمر الذي ذكّر بالمشاعر القديمة المناهضة لبريطانيا في الولايات المتحدة.